# Chlotar I
Chlotar I (ur. ok. 498 w Soissons, zm. 29 listopada 561), zwany Starym – król Franków, jeden z synów Chlodwiga.
Po śmierci ojca w 511 jako spadek po ojcu dostał Neustrię z głównym miastem Soissons. Jednakże Chlotar był zbyt ambitny, aby długo pozostać na swej dzielnicy.
Był głównym prowokatorem morderstwa synów swego brata Chlodomera w 524, gdy ten poległ w czasie wyprawy przeciwko Burgundom, w bitwie koło Vezeronce, w okolicy Vienne. Chlotar zaplanował morderstwo wraz z bratem Childebertem I, a gdy ten zapragnął wycofać się z okrutnego przedsięwzięcia, osobiście zamordował 10-letniego Teudebalda i 7-letniego Guntera. Najmłodszego z synów – Chlodowalda ukryła matka Chlotara – Chrodechilda. Został on duchownym, ściął włosy i zrzekł się władzy. Po zabiciu bratanków Chlotarowi przypadły miasta Tours i Poitiers.
Wziął udział w kilku wyprawach przeciw Burgundii i po jej zniszczeniu w 534 dostał Grenoble, Die i kilka innych miast. Gdy Ostrogoci przekazali Frankom Prowansję, Chlotar uzyskał Orange, Carpentras i Gap. W 531 wyruszył ze swym bratankiem Teodebertem I na Turyngów, a w 542 wraz z bratem Childebertem I na Wizygotów w Hiszpanii. Po śmierci syna Teodeberta, Teudebalda w 555, Chlotar zajął jego ziemie. Po śmierci Childeberta w 558 został jedynym królem Franków.
Prócz tego władał większą częścią terenów obecnych Niemiec. Koniec jego panowania to czasy wewnętrznych tarć w kraju, a syn Chlotara, Chram, kilkakrotnie przeciw niemu występował. Jadąc do Bretanii, gdzie skrył się buntownik, Chlotar uciszył go, zamykając go razem z żoną i dziećmi w domku, który podpalił. Obezwładniony wyrzutami sumienia, pojechał do Tours błagać o przebaczenie przy grobie św. Marcina. Zmarł niedługo po tym, 29 listopada 561.
Po jego śmierci królestwo Franków podzielili między siebie jego synowie: Charibert, Guntram, Chilperyk i Sigebert.

## Życie prywatne
Pierwszą żoną Chlotara była Gunteucha, wdowa po bracie króla Chlodomerze. Byli małżeństwem od ok. 524. Nie mieli dzieci.
Jego drugą żoną została, ok. 532, Radegunda, córka króla Turyngii, Bertachara, którego wcześniej Chlotar wraz z bratem pokonał. Została ona później kanonizowana. Nie mieli dzieci.
Trzecią żoną Chlotara była Ingunda, z którą miał 5 synów i córkę:
- Guntar, zmarł wcześniej od ojca
- Childeryk, zmarł wcześniej od ojca
- Charibert I, późniejszy król Paryża
- Guntram I, późniejszy król Burgundii
- Sigebert I, późniejszy król Austrazji
- Klotsynda, żona króla Longorbardów, Alboina.

Kolejną żoną króla była Arnegunda, siostra Ingundy. Miał z nią syna Chilperyka, późniejszego króla Neustrii.
Ostatnią żoną Chlotara była Chunsina (prawdopodobnie była jedynie konkubiną), z którą miał syna Chrama, który zbuntował się przeciw ojcu.
Możliwe, iż miał również nieślubnego syna Gundobalda.
Po śmierci wnuka swego brata Teudebalda wziął sobie jego żonę Wuldetratę jako nałożnicę lub na żonę.